# Missionari della regalità di Cristo
L'istituto dei Missionari della regalità di Cristo è un istituto secolare, di diritto pontificio dall'8 dicembre 1997.

## Origine
La nascita dei Missionari della regalità di Cristo si deve ad Agostino Gemelli che, per sostenere la nascita e la crescita di alcune opere, in particolare l'Università Cattolica del Sacro Cuore di Milano, decise di creare un istituto di laici consacrati.
Prima di trovare una sua identità autonoma, l'istituto fu collocato all'interno della famiglia del Terzo ordine francescano, con un ramo femminile "Missionarie della regalità di Cristo", costituito da 12 terziarie consacrate ad Assisi, nella chiesa di San Damiano, il 19 novembre 1919, due anni prima della fondazione dell'università. Tra loro la venerabile Armida Barelli, che fu per anni al fianco di Gemelli nell'organizzazione dell'istituto.
Il ramo maschile fu creato invece nel 1928, con il nome di "Pio sodalizio dei missionari della regalità di Cristo", inizialmente costituito da 11 persone, destinate a lavorare presso l'università. La selezione fu effettuata dallo stesso Gemelli. Entrambi i rami erano ispirati alla spiritualità francescana, nei voti di povertà, castità nel celibato, obbedienza. Nel 1932 si unì anche Ezio Franceschini, allora assistente volontario presso la cattedra di letteratura latina all'università di Padova.

## Crisi e rinascita
In soli 10 anni il Pio sodalizio passò da 11 membri a 65. Tuttavia, nel 1937 si ebbe la clamorosa uscita dall'istituto del presidente che decise di sposarsi.
A seguito di questa crisi, Gemelli decise di separare totalmente il ramo maschile da quello femminile. Ciò non bastò a fermare il profondo stato di confusione e crisi spirituale del ramo maschile; il 26 giugno 1942 il Pio Sodalizio fu sciolto. Degli undici fondatori rimase solo Giorgio La Pira.
Agostino Gemelli capì che l'istituto non poteva essere legato ad opere proprie; per questo rinunciò dolorosamente all'idea di legare l'istituto all'università cattolica.
L'8 dicembre 1942 fu già possibile rifondare il sodalizio, con Ezio Franceschini Presidente. Dei 54 membri del 26 giugno, si era passati a 12. Secondo il nuovo statuto il Sodalizio era "una famiglia di laici consacrati, nella vita di purezza e nello spirito di povertà e di obbedienza, all'apostolato nel mondo, rimanendo assolutamente laici". In questo modo si cercò di riflettere una maggiore libertà di azione avente come missione l'apostolato nella società.

## Opposizione e riconoscimento del Vaticano
Tra le difficoltà che il neonato istituto dovette affrontare c'era l'opposizione del Vaticano. Infatti, non era possibile catalogare l'istituto all'interno della Congregazione del concilio, che allora si occupava dei laici. Il motivo era riconducibile alla professione dei voti religiosi, che a quel tempo non era contemplato dal diritto canonico.
In difesa dei voti religiosi per i laici, Agostino Gemelli scrisse una memoria dal titolo "Le associazioni di laici consacrati a Dio nel mondo", che fu fatta ritirare dal Santo Uffizio; tuttavia il documento sarà la base per il futuro riconoscimento degli istituti secolari. Tra i temi centrali c'era infatti la consacrazione a Dio del laico nel mondo.
Fu solo con Pio XII il 2 febbraio 1947 e la costituzione apostolica Provida Mater Ecclesia che la Chiesa cattolica riconobbe gli istituti secolari, basati proprio sulla formula di Agostino Gemelli, divenuta così famosa, in saeculo et ex saeculo (vivere nel mondo, operando con i mezzi del mondo). L'anno dopo, sempre Pio XII scrisse la lettera Primo Feliciter, dove si riportavano periodi interi della memoria di Agostino Gemelli. Il 4 ottobre 1951, giorno di san Francesco, il cardinale Schuster, arcivescovo di Milano, riconobbe l'istituto come di diritto diocesano, nonostante fosse già diffuso anche all'estero. Due anni più tardi, nacque il terzo istituto, quello sacerdotale: Sacerdoti missionari della regalità di Cristo.

## Lo sviluppo come istituto secolare
L'istituto agisce per garantire la crescita di ognuno secondo il principio "nella massima libertà, la massima responsabilità". Il singolo in questo modo viene aiutato ad essere autonomo come fosse un paracadutista. Il Concilio vaticano II spalancò definitivamente le porte agli istituti secolari. Nel 1970 fu eletto presidente Giancarlo Brasca, che presto fu promotore della nascita della Conferenza mondiale degli istituti secolari, di cui divenne primo presidente nel 1972.
Lo stesso Brasca sarà fondamentale nella redazione delle nuove costituzioni dell'istituto, dove si confermò la secolarità dei membri, la loro libertà lavorativa, l'assoluta povertà dell'istituto (non possiede nulla), e l'adesione alla spiritualità francescana (per la professione si sceglie la formula di san Francesco). L'arcivescovo di Milano, Carlo Maria Martini approvò il 13 giugno 1980. Per il riconoscimento del Vaticano, si dovettero aspettare 17 anni, l'8 dicembre 1997.

## Persone legate all'istituto
- Agostino Gemelli
- Oscar Luigi Scalfaro
- Giorgio La Pira
- Ezio Franceschini
- Giancarlo Brasca
- Vittorino Chizzolini
- Lorenzo Cantù
- Paolino Riva